# Thiladhunmathi atoll
Thiladhunmathi atoll är en atoll i Maldiverna. Den ligger i den norra delen av landet.
Den norra delen tillhör administrativt Haa Alif, den södra delen tillhör Haa Dhaalu-atollen.